# Авункулат
Авункулат (лат. avunculus «дядько по матері») — традиція особливої близькості між людиною і братом його матері, що відноситься переважно до періоду, коли відбувався перехід від материнського до батьківського роду.
Суть авункулату полягає в тому, що племінник селиться з дядьком по материнській лінії (в дитинстві або після одруження), стає його спадкоємцем (або співспадкоємцем), завжди користується його порадами, захистом тощо. Відмічається, що авункулат виникає вже в період материнського роду, коли головними чоловіками нерідко ставали не чоловіки, а брати жінок, і відіграє особливу роль при переході від материнського до батьківського роду. В останньому випадку домінантне положення в сім'ї і суспільстві відводиться не чоловікам, а братам жінок. Пізніше сліди авункулату часто зберігаються як розуміння про більш тісний зв'язок племінника з дядьком по матері, а не по батькові.
Авункулат був відомий у стародавніх народів і сьогодні присутній у низки народів Океанії, Африки та інших.